# ブルック・バーナッキ
ブルック・アントニー・バーナッキ（英語: Brook Antony Bernacchi、中国語: 貝納祺、1922年1月22日 – 1996年9月22日）は香港の法律家、政治家。香港の準野党であった香港革新会の主席を長く務め、1952年から1981年まで、1983年から1986年まで、1989年から1995年まで市政局に在籍した、香港史上最も長く在任した民選議員である。香港において直接選挙と政治改革を推進したことで知られる。

## 前半生
バーナッキは1922年にロンドンに生まれ、ウェストミンスター・スクールとケンブリッジ大学で教育を受けた。1943年にバリスターとなり、第二次世界大戦中は海兵隊に入隊した。1945年に解放軍の一員として香港に到着し、1946年に香港大律師公会に入会、1963年には同協会の会長を務めた。1960年には勅選弁護士に就任した。

## 政治家として
1949年、バーナッキは、マーク・ヤング総督が提唱した政治制度改革案「ヤング・プラン」の議論の最中、非華人系居民を中心とする政治団体「香港革新会」を設立した。1952年、戦後初の市政局選挙に同会を代表して出馬し、その後、公職生活のほとんどを同職で過ごした。
バーナッキの指導下で、同会は草の根政治に参加し、中国大陸で成立した共産党政権から何千人もの難民が香港に押し寄せる中、すべての人に公営住宅を提供するよう訴えた。彼は歯に衣着せぬ物言いで評判になった。例えば、彼は財政司フィリップ・ハッドン＝ケイヴ卿と彼の「積極的不介入」に反対し、彼が遅れに遅れている住宅計画への支出を削減したことを批判した。また、薬物乱用者更生援護協会（Society for the Aid and Rehabilitation of Drug Abusers、香港戒毒會）や刑務所出所者援護協会（Discharged Prisoners Aid Society、香港善導會）など、さまざまな団体の設立も支援した。
1965年には、その公共に対する奉仕に対して大英帝国勲章 （OBE）が授与された。
彼と同じく革新会の市政局議員で著名な社会活動家であったエルシー・エリオットの二人は、1966年のスターフェリー暴動の後、抗議者たちの代弁者として暴動に間接的に関与したとして、ともに取り調べを受けた。また、会長としての独裁的なスタイルも批判された。エリオットは、1966年5月にロンドンに自称代表団を派遣したことで、バーナッキから厳しい叱責を受け、離党することとなる。
バーナッキは、1967年の六七暴動の際には植民地政府を珍しく支持し、徹底的な弾圧を支持した。
バーナッキはまた、1950年代から香港の政治制度改革を主導してきた一人でもあった。1978年、彼はデイヴィッド・オーウェン外務大臣に宛てて、香港人の半数、18歳から34歳の62％が立法局における「選挙による代表制を積極的に望んでいる」と書いた。彼は本国政府に対し、「もし今、民衆の声に耳を傾けなければ」、「騒乱」が起こるかもしれないと警告した。この警告は政府からはほとんど注目されなかった。
バーナッキは、制限された選挙権に対する不満の高まりと、政庁が民選ポストを増やそうとしないのを見て、1979年の市政局選挙をボイコットすることをちらつかせた。その後、政庁は普通選挙の公約を撤回したため、1981年に「これ以上関わりたくない」と辞任した。彼はまた、「わずか6,000人の有権者から選ばれただけなのに、どうして香港の600万人近くを代表していると言えるのか」とも問いかけた。それにもかかわらず、彼は次の選挙で再び革新会を率いた。議席を獲得することはできなかったが、1983年に返り咲いた。1986年の選挙では筲箕湾選挙区で文理書院（香港）校長の張慧冰に33票差で敗れ再び議席を失ったが、1989年に再び返り咲いた。また、1988年東区区議会選挙においても、柴湾北選挙区の現職区議員であった唐楚彦と、左派の鍾樹根とを下して当選している。
1994年には、北京の香港事務顧問に任命された2人の外国人のうちの1人となった。植民地支配の最後の数年間、政治改革と選挙政治が急速に発展するなか、バーナッキは1995年に市政局からの引退を表明し、市政局がますます政治化しつつあることを訴えた。

## 私生活と死
1970年にパトリシア・シーラ・ヒースと結婚。3人の継子、ロバート・ホワイトヘッド主席弁護士（元香港大律師公会副主席）、イアン・ホワイトヘッド博士、サラ・ドライバー（旧姓ホワイトヘッド）夫人がいる。
彼は1948年にランタオ島に定住した最初の西洋人となった。第二次世界大戦中に訪れたビルマの茶園に感銘を受け、昂坪の宝蓮禅寺 (香港)に隣接する敷地に「昂坪茶園」を設立した。1973年には新大嶼山巴士の会長に就任。また、香港のスタンレーにある香港航海学校（1946年開校）の創設者の一人でもある。この学校は、恵まれない少年たちを海軍でのキャリアを歩ませられるよう訓練する目的で設立された。
バーナッキは1961年に脳腫瘍を発症し、良性と診断されたが、左腕が不自由になり、足を引きずるようになった。1996年9月22日、74歳で死去。バーナッキは亡くなるまで、最長老かつ就業年数最長のバリスターであった。

## 注
1. 1 2 3 4 5 6 7  Tacey, Elisabeth (1996年9月23日). “Lawyer and fighter for rights Brook Bernacchi dies at 74”. South China Morning Post
2. ↑  Ortmann, Stephan (2009). Politics and Change in Singapore and Hong Kong: Containing Contention. Routledge. p. 80
3. ↑  "No. 43667". The London Gazette (英語). 12 June 1965. p. 5495. 2025年1月18日閲覧。
4. ↑  Ortmann, Stephan (2009). Politics and Change in Singapore and Hong Kong: Containing Contention. Routledge. p. 41
5. ↑  Pepper, Suzanne (2008). Keeping Democracy at Bay: Hong Kong and the Challenge of Chinese Political Reform. Rowman & Littlefield. p. 144
6. ↑  Yep, Ray (2008). “The 1967 Riots in Hong Kong: The Diplomatic and Domestic Fronts of the Colonial Governor” (英語). The China Quarterly 193:  122–139. doi:10.1017/S0305741008000076. ISSN 0305-7410.
7. ↑  Kwarteng, Kwasi (2011). Ghosts of Empire: Britain's Legacies in the Modern World. PublicAffairs
8. ↑  Ortmann, Stephan (2009). Politics and Change in Singapore and Hong Kong: Containing Contention. Routledge. p. 184

| 公職                              | 公職                                    | 公職                                    |
| --------------------------------- | --------------------------------------- | --------------------------------------- |
| New seat                          | 市政局議員 （民選議席代表） 1952–1981   | 次代 フランシス・チェイン               |
| 新設選挙区                        | 市政局議員 （筲箕湾代表） 1983–1986     | 次代 張慧冰                             |
| 先代 張慧冰                       | 市政局議員 （筲箕湾代表） 1989–1995     | 次代 杜本文                             |
| 先代 唐楚彦                       | 東区区議会議員 （柴湾北代表） 1988–1991 | 次代 鍾樹根                             |
| 司法職                            |                                         |                                         |
| 先代 レオ・ダルマダ・デ・カストロ | 香港大律師公会主席 1963                 | 次代 サミュエル・ビクター・ギッティンズ |